# Palma il Giovane
Palma il Giovane, egentligen Jacopo Negretti, född omkring 1548 i Venedig, död 14 oktober 1628 i Venedig, var en venetiansk konstnär.

## Biografi
Jacop Negretti var brorsons son till Palma il Vecchio (Palma den äldre) och kallas därför Palma il Giovane ("Palma den yngre"). Sedan han börjat sin verksamhet i Urbino och Rom, där han bland annat kopierade verk av Rafael och Tizian, förmodas han vid återkomsten till Venedig omkring år 1570 en tid ha arbetat vid den gamle Tizians bottega. Han blev mycket produktiv och populär, och arbetade förutom i hemstaden även i Salò, Reggio Emilia och andra platser.
Berömda är hans målningar i Dogepalatset i Venedig med historiska och religiösa motiv. Bilder av honom finns bland annat på museerna i Wien, München och Kassel.

## Bilder
| - Jael dödar Sisera. Musée Thomas-Henry, Cherbourg-Octeville. |